# Apistus carinatus
Apistus carinatus is een straalvinnige vissensoort uit de familie van schorpioenvissen (Apistidae). De wetenschappelijke naam van de soort is voor het eerst geldig gepubliceerd in 1801 door Bloch & Schneider.